# Mōretsu Atarō
Mōretsu Atarō (japanisch もーれつア太郎) ist eine Manga-Serie von Fujio Akatsuka, die von 1967 bis 1970 in Japan erschienen ist. 1969 und 1990 erschienen zwei Anime-Adaptionen von Studio Toei Animation.

## Inhalt
Der junge Edokko namens Atarō lebt mit seinem Vater X-gorō in der Innenstadt von Tokio und sie betreiben einen Familienladen. Nach dem plötzlichen Tod seines Vaters muss sich Atarō selbst um den Laden kümmern. Der Vater wurde zu einem Geist und beschützt Ataro. Atarōs Freund Dekoppachi, der ehemalige Yakuzaführer Butamatsu und der verrückte Katze Nyamore beschützen Atarō genauso vor dem Bandenchef Kokoro Boss.

## Veröffentlichung
Der Manga erschien von 1967 bis 1970 im Magazin Weekly Shōnen Sunday beim Verlag Shogakukan. Dieser brachte die Kapitel auch gesammelt in 12 Bänden heraus.

## Verfilmung
Die erste Adaption des Mangas war eine Anime-Serie in Schwarz-Weiß, die von Toei Animation produziert worden war. Die insgesamt 90 je 25 Minuten langen Folgen wurden ab dem 4. April 1969 von NET ausgestrahlt. Die letzte Folge wurde am 25. Dezember 1970 gezeigt.
Eine zweite Anime-Serie mit 34 Folgen in Farbe wurde 1990 auch von Toei Animation produziert. Der Anime wurde vom 21. April 1990 bis zum 22. Dezember 1990 von TV Asahi ausgestrahlt.

### Synchronisation
| Rolle         | Japanische Sprecher (1969) (Seiyū) | Japanische Sprecher (1990) |
| ------------- | ---------------------------------- | -------------------------- |
| Atarō         | Keiko Yamamoto                     | Tomoko Maruo               |
| X-gorō        | Ichirō Nagai                       | Sanji Hase                 |
| Nyarome       | Hiroshi Otake                      | Akira Kamiya               |
| Dekoppachi    | Midori Katō                        | Kyoko Tongu                |
| Butamatsu     | Kōsei Tomita                       | Yō Yoshimura               |
| Kokoro Boss   | Jōji Yanami                        | Jōji Yanami                |
| Momoko        | -                                  | Aya Hisakawa               |
| Dr. Fukuwarai | -                                  | Kiyoshi Kobayashi          |

### Musik
Die Musik der ersten Serie wurde komponiert von Taku Izumi. Das Vorspannlied des ersten Animes ist Hana no Ataro von Honey Knights und der Abspanntitel für die ersten 26 Folgen ist Oretacha Edokko no Scat von Honey Knights. Für die Folgen 27 bis 77 wurde das Lied Moretsu Ondo von Midori Kato gesungen. Für die letzten Folgen wurde das Abspannlied Nyarome no Uta von Hiroshi Ohtake. Das Vorspannlied des zweiten Animes ist Gatten Shouchi no Kai von Shinsuke & Bath Gas Bakuhatsu Gakudan und der Abspanntitel ist Nyarome no Rock von Shinsuke & Bath Gas Bakuhatsu Gakudan.